# David Wilkerson
David Wilkerson, né le 19 mai 1931 à Hammond dans l'Indiana et mort le 27 avril 2011, est un pasteur chrétien évangélique non confessionnel et écrivain américain. Il est le fondateur de l'ong internationale Défi Jeunesse et la mégaéglise Times Square Church, à New York, aux États-Unis.

## Biographie
Wilkerson nait le 19 mai 1931 à Hammond dans l'Indiana, aux États-Unis. Il entame des études de théologie au Central Bible College de Springfield (Missouri) et est ordonné pasteur en 1952. Il épouse Gwen en 1953. 

### Ministère
Il devient pasteur dans des églises des Assemblées de Dieu de petites villes (Scottdale et Philipsburg), en Pennsylvanie.  En 1958, il est interpellé par une photo du Life Magazine où il y a sept adolescents membres d'un gang criminel à New York, connu sous le nom de "Dragons égyptiens". Il est ému de compassion pour ces jeunes et ressent l'appel d'aller vers eux.  Il va à Brooklyn chaque semaine, lors de son jour de congé, pour les rencontrer et dort dans sa voiture . Le 28 février 1958, il va dans un tribunal à la fin d'un procès, pour demander au juge de rencontrer les membres du gang des "Dragons égyptiens", et comme ce dernier avait reçu des menaces de mort anonymes, Wilkerson est presque arrêté en tant qu'agresseur présumé, avant d'être relâché. En 1959, il quitte son poste à Philipsburg pour s'établir à Brooklyn.
Une rencontre le marquera particulièrement, celle de Nicky Cruz, enfant délaissé, membre d’un gang de rue, les « Mau maus ». Par la suite, plusieurs membres de gang se convertissent. En 1960, il fonde Teen Challenge, une organisation chrétienne d'aide aux jeunes en difficultés (alcoolisme, drogue, crime, prostitution, etc.) .  
En 1963, il écrit le livre La Croix et le Poignard, qui sera adapté au cinéma en 1970 (La Croix et le Poignard (film)) . 
En 1987, il fonde la Times Square Church, à New York, une église non confessionnelle .

### Fin de vie
Le mercredi 27 avril 2011, à 79 ans, tandis qu’il roule en direction du Texas, le pasteur David Wilkerson trouve la mort dans un accident de voiture. Son véhicule se serait déporté sur la voie de droite, avant de percuter un camion-remorque. Également présente dans la voiture, son épouse Gwen survit à l'accident.